# Hurtigheim
Hurtigheim település Franciaországban, Bas-Rhin megyében. Lakosainak száma 1002 fő (2022. január 1.). Hurtigheim Ittenheim, Furdenheim, Quatzenheim, Stutzheim-Offenheim és Wiwersheim községekkel határos.

## Népesség
A település népességének változása:
| Lakosok száma | 576  | 656  | 753  | 834  | 923  | 978  | 997  | 1017 | 1002 |
|               | 2013 | 2015 | 2016 | 2017 | 2018 | 2019 | 2020 | 2021 | 2022 |